# Лоренц (лунный кратер)
Кратер Лоренц (лат. Lorentz) — огромный древний ударный кратер в северном полушарии обратной стороны Луны. Название присвоено в честь нидерландского физика-теоретика Хендрика Антона Лоренца (1853—1928) и утверждено Международным астрономическим союзом в 1970 г. Образование кратера относится к донектарскому периоду.

## Описание кратера
Ближайшими соседями кратера Лоренц являются кратер Уинлок примыкающий к западной части его вала; кратер Лакчини на северо-западе; кратер Брегг на севере-северо-западе; кратер Авиценна перекрывающий северную часть его вала; кратер Бунзен на северо-востоке; кратер Астон на востоке и кратер Лауэ перекрывающий южную часть его вала. В северо-восточной части чаши кратера Лоренц находится кратер Нернст, в юго-восточной - кратер Рентген. Селенографические координаты центра кратера 34°35′ с. ш. 97°11′ з. д. / 34,59° с. ш. 97,19° з. д., диаметр 378 км, глубина 3200  м.
Размеры кратера сопоставимы с Морем Нектара на видимой стороне Луны, но в отличие от последнего кратер не затоплен базальтовой лавой. Кратер имеет полигональную форму и значительно разрушен за длительное время своего существования. Вал сглажен и почти полностью разрушен за исключением хорошо различимой западной части. Дно чаши относительно ровное в западной части, пересеченное в восточной, и отмечено множеством кратеров различного размера. В чаше кратера зарегистрирована гравитационная аномалия.
Несмотря на расположение на обратной стороне Луны при благоприятной либрации кратер доступен для наблюдения с Земли, однако под низким углом и в искаженной форме.

## Сателлитные кратеры
| Лоренц | Координаты                                              | Диаметр, км |
| ------ | ------------------------------------------------------- | ----------- |
| P      | 31°40′ с. ш. 98°48′ з. д. / 31,67° с. ш. 98,8° з. д.    | 35,3        |
| R      | 33°18′ с. ш. 99°37′ з. д. / 33,3° с. ш. 99,62° з. д.    | 36,9        |
| T      | 34°29′ с. ш. 100°39′ з. д. / 34,48° с. ш. 100,65° з. д. | 20,0        |
| U      | 35°26′ с. ш. 99°54′ з. д. / 35,44° с. ш. 99,9° з. д.    | 22,7        |

- Образование сателлитных кратеров Лоренц P и R относится к нектарскому периоду[1].

## См.также
- Список кратеров на Луне
- Лунный кратер
- Морфологический каталог кратеров Луны
- Планетная номенклатура
- Селенография
- Минералогия Луны
- Геология Луны
- Поздняя тяжёлая бомбардировка